# 哈里·霍華德·賀姆斯
哈里·霍華德·福爾摩斯（英文：Henry Howard Holmes，1860年5月16日—1896年5月7日），出生名赫爾曼·韋伯斯特·瑪吉特（Herman Webster Mudgett），暱稱H·H·福爾摩斯（H. H. Holmes），美國連環殺手。謠傳他在芝加哥舉行芝加哥哥倫布紀念博覽會期間興建了一間旅館，名為「博覽會旅館」（World's Fair Hotel），俗稱“謀殺城堡”（The Murder Castle），傳說他在此謀殺了大量的遊客，但有證據表明這家旅館其實從未正式營業。

## 早年
赫爾曼·韋伯斯特·福爾摩斯原姓瑪吉特（Mudgett），出生於新罕布什爾州吉爾曼頓，父母分別叫做李維·霍頓·瑪吉特（Levi Horton Mudgett）和西奧多·佩吉·普萊斯（Theodate Page Price），均為第一代英格蘭移民，也是衛理公會信徒。赫爾曼是其父母的第三個孩子，他有一個姐姐埃倫（Ellen）、一個哥哥亞瑟（Arthur）、一個弟弟亨利（Henry）和一個妹妹瑪麗（Mary）。他家祖上就是農民，他的父親也以務農為生。後來一些人為了誇大他的兇殘程度，將其描繪為一個自幼就虐待動物的人，還說他本人有遭受過父親的虐待，但這些說法實際都沒有根據。
18歲時結婚，妻子名叫克拉拉·洛芙琳（Clara Lovering），並就讀佛蒙特大學。他不喜歡這所大學，一年後輟學。1882年他又就讀密歇根大學醫學和外科醫學系，1884年畢業。
由於遭受家暴，洛芙琳在1884年（福爾摩斯畢業前不久）離開了他獨自回到新罕布什爾州，後來也不再與其來往。福爾摩斯則移居紐約州穆爾斯。他與小鎮上一名男童的失蹤有所牽連，但並未遭到警方調查，而他不久就搬往費城。他在諾里斯頓州立醫院（Norristown State Hospital）做了幾天門房，後來又去一家藥店工作。在藥店工作期間，一名男童因誤用藥物而死，他否認涉事，但馬上就離開了費城。在來到芝加哥之後，可能是為了避免被查到可疑的過去，他將姓改成了福爾摩斯。
福爾摩斯死前供稱自己為保險在1886年殺死了醫學院的同學羅伯特·里科克（Robert Leacock），但實際上里科克是在1889年10月5日死於安大略省小鎮沃特福德（Watford）。1886年末，在沒有與克拉拉·洛芙琳正式離婚的情況下，他又和瑪塔·貝爾納普（Myrta Belknap，1862年10月生於賓夕法尼亞州）在明尼阿波利斯結婚，婚後不久才以不忠為由申請與克拉拉離婚，但其離婚訴訟並未得到處理。有證據顯示克拉拉本人甚至都不曾收到過通知。他與瑪塔生活在威爾梅特，但經常在芝加哥做生意。1894年1月17日，在未與克拉拉和瑪特離婚的情況下，他又與喬治安娜·約基（Georgiana Yoke）在丹佛結婚。

## 謀殺

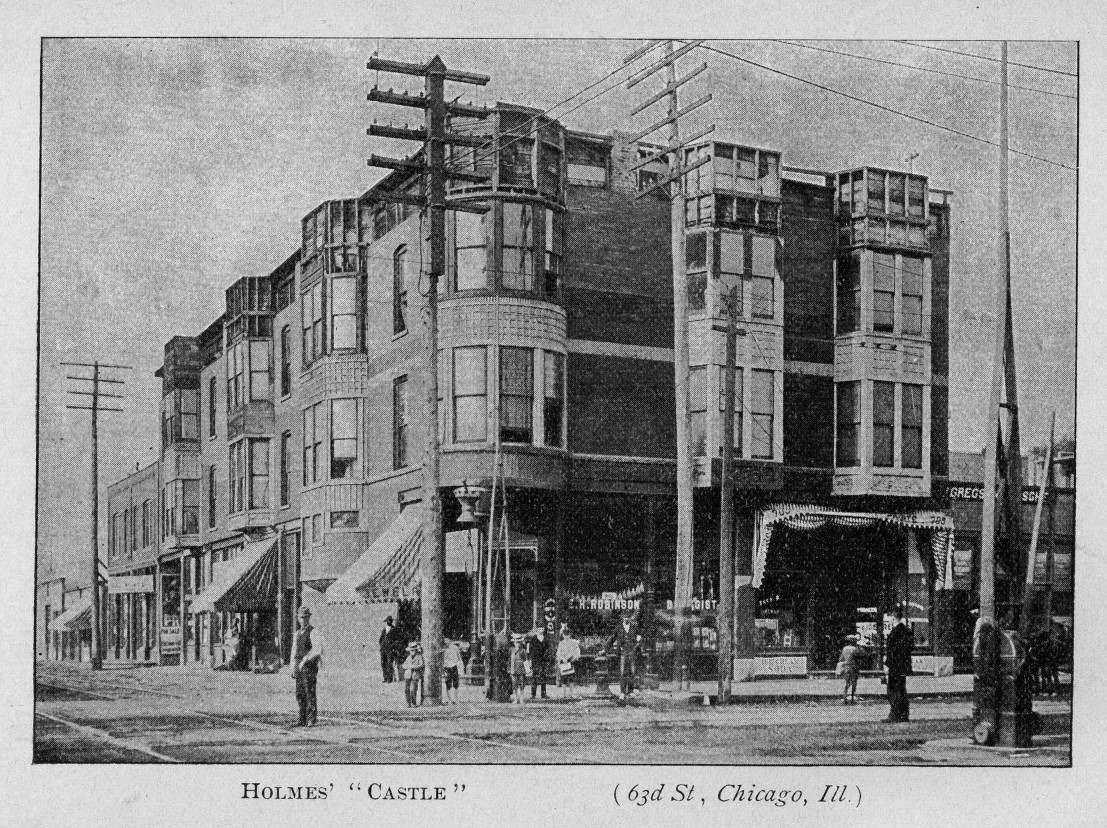
福爾摩斯的“謀殺城堡”

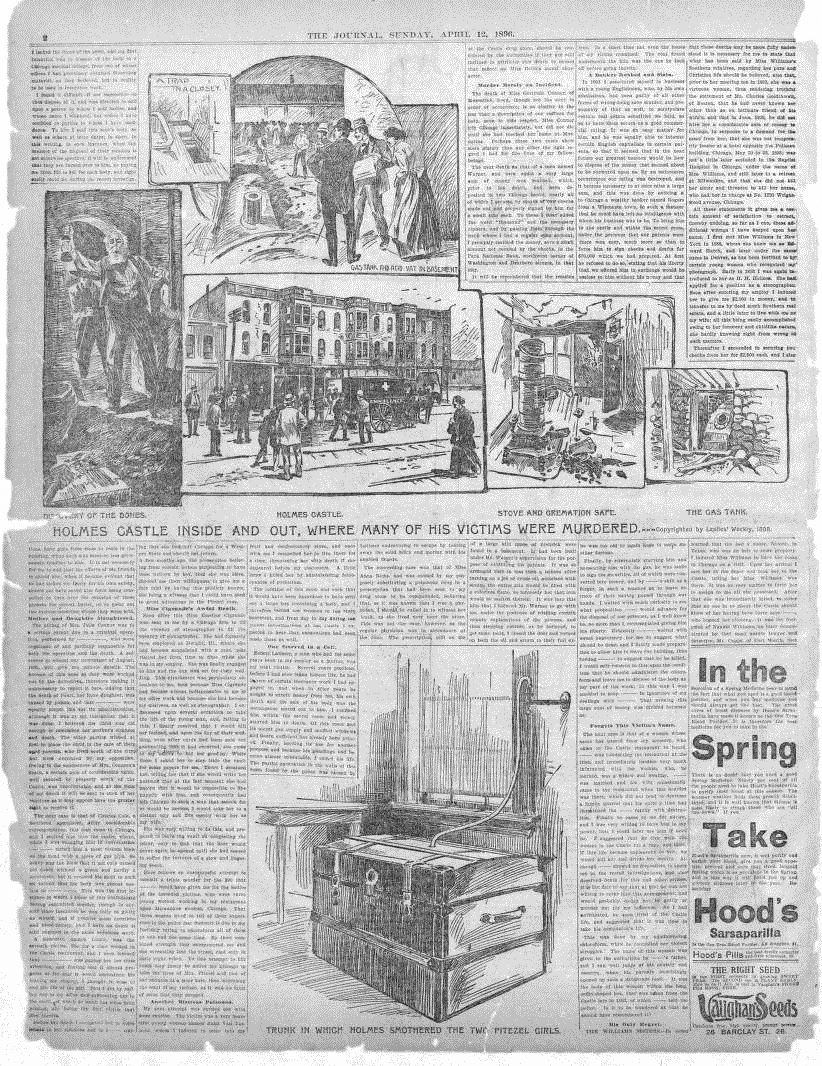
1896年4月12日揭露“謀殺城堡”內部構造的《纽约新闻报》

福爾摩斯在1886年8月抵達芝加哥之後在伊麗莎白·S·霍頓（Elizabeth S. Holton，密歇根大學校友）的藥店（南華萊士大道和西第63街交叉口）工作，他工作很努力，最終買下了這家藥店。一些書籍說霍頓和她的丈夫不久之後就失蹤了，但實際上二人直到20世紀初還一直生活在芝加哥。
福爾摩斯在藥店對面又買了塊地，1887年開始建造一個二層小樓，二層用作公寓，一層還是一個藥鋪。他沒有如約付給建築公司（Aetna Iron and Steel）工錢，該公司在1888年將他告上法院。1892年芝加哥哥倫布紀念博覽會即將舉辦之際，他在二層小樓上又加了一層，聲稱要用作旅館，但實際上這座旅館從未完工。家具供應商曾發現福爾摩斯偷走了他們部分原料並藏在了密室中。很多房間內擁有暗道，直通地下室。家具供應商將此事向媒體曝光，最後投資人也撤資。福爾摩斯被捕不久它便被人縱火焚毀，但翻修之後用作了郵局，直到1938年完全拆除。
雖然旅館本身沒有建成，但福爾摩斯可能確實曾在這棟建築裡謀殺了一些人。他最早的一名受害人可能是他的情婦茱莉亞·斯邁斯（Julia Smythe）。茱莉亞的丈夫奈德（Ned）本是福爾摩斯藥店的員工，在發覺老婆出軌之後辭職離去，留下茱莉亞和女兒珍珠（Pearl）。茱莉亞和珍珠在1891年聖誕夜失蹤，福爾摩斯當時宣稱她是因流產而死。福爾摩斯後來又與1892年5月開始在他店裡工作的艾米琳·辛格萊德（Emeline Cigrande）好上，但艾米琳在同年12月失蹤。

## 被捕

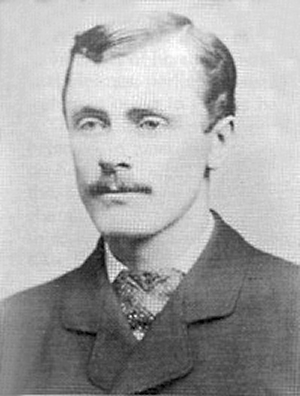
本傑明·彼得澤爾

1894年，福爾摩斯曾與同夥本杰明·彼得泽尔（Benjamin Pitezel）及彼得澤爾的妻子合謀，要彼得澤爾詐死騙保，保險金額達1萬美元。但他反而將彼得澤爾用氯仿迷暈、燒死，後來又騙彼得澤爾妻子說她的丈夫其實隱姓埋名前往了倫敦。他從彼得澤爾夫人那裡騙得其三名子女（總共五名），隨後前往加拿大，在多倫多將其中兩名孩子殺死。
一直在追蹤調查福爾摩斯的弗蘭克·蓋爾（Frank Geyer）警探發現了兩個孩子的尸體，隨即芝加哥警方在1895年7月搜查了“謀殺旅館”，但並未找到足夠的證據證明他曾在這裡殺過人，一些所謂的謀殺、虐待工具其實都是20世紀小說虛構。
1895年10月，福爾摩斯因謀殺本傑明·彼得澤爾一案受審，並被判處死刑。隨後福爾摩斯又供稱他總共在芝加哥、印第安納波利斯和多倫多殺害了27人，但這27人中卻有許多人還活著，最終只能證明有9人確實為他所害。他後來還說自己是被撒旦附了身。大量的謊言和矛盾的線索使得警方無法確定他供詞的真偽。八卦雜誌曾紀載他殺害了超過200人，但那只是不可信的坊間流言而已。
1896年5月7日他在費城的莫亞蒙辛監獄（Moyamensing Prison）處以絞刑，臨刑前並無懼意和悔意。他要求將自己的棺材用水泥密封並埋入地下10英尺（3.0）深處，以免遺體被盜解剖。絞刑中他的脖頸並未折斷，因此是被慢慢吊死的。他在掙扎了15分鐘之後才死去，20分鐘之後被正式宣判死亡。

## 影響
福爾摩斯的事跡更吸引到美國作家艾瑞克·拉森，最終將福爾摩斯的事跡寫為《The Devil in the White City》的小說，中文版本為《白城魔鬼：奇蹟與謀殺交織的博覽會》。此外，罗伯特·布洛克1974年的小说《美国哥特》（American Gothic）也是以其事迹为背景写成的。
電子遊戲《黑相集：心中魔》《The Dark Pictures Anthology: The Devil in Me》中的故事也參考此事件作為遊戲背景而展開。遊戲中玩家將扮演紀錄片團隊受邀前往博覽會旅館拍攝相關紀錄片，後來發現旅館中隱藏着一名駭人的殺人魔，旅館亦被改造成充滿殺人機關的城堡，一埸性命攸關的密室逃脫遊戲就此開始。